# 圣克鲁斯-德特内里费共济会会所

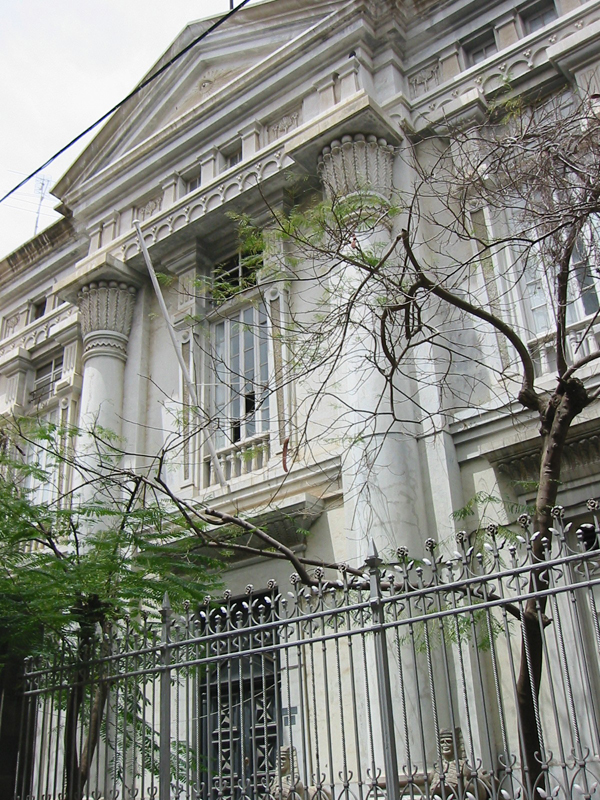
圣克鲁斯-德特内里费共济会会所

圣克鲁斯-德特内里费共济会会所（西班牙語：Templo Masónico de Santa Cruz de Tenerife）位於西班牙圣克鲁斯-德特内里费。
会所始建于1899至1902年，1904年9月24日开放并投入使用，但直到1923年才正式完工。西班牙内战期间，会所于1936年被佛朗哥派强行征用，落入长枪党手中，变为收费景点，后改作军事用途。西班牙民主转型后，会所继续被西班牙国防部占用，直到1990年关闭。2001年，这座建筑物被当地议会买下。西班牙加那利群岛政府2007年将其列为文化财产。

## 画廊

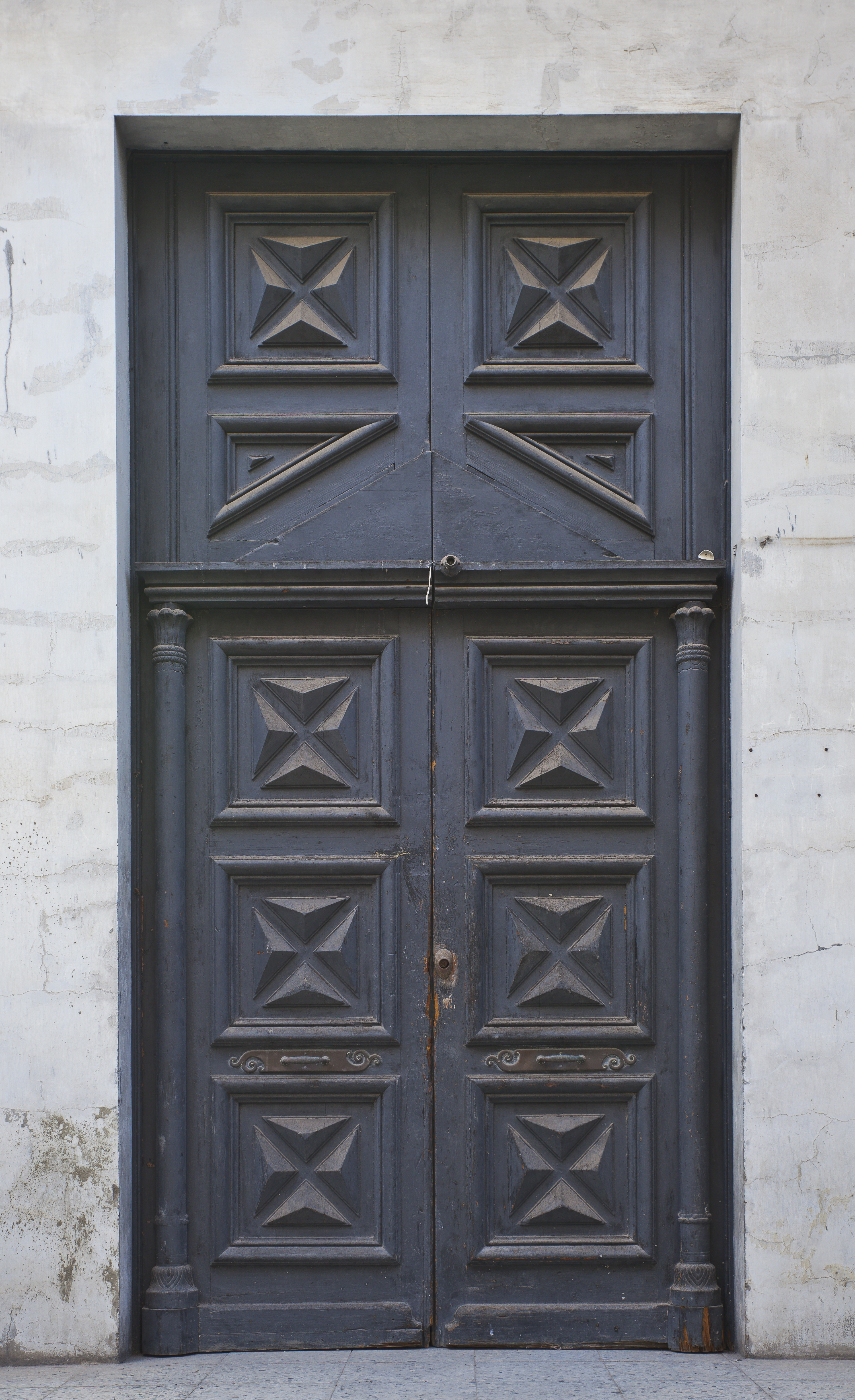
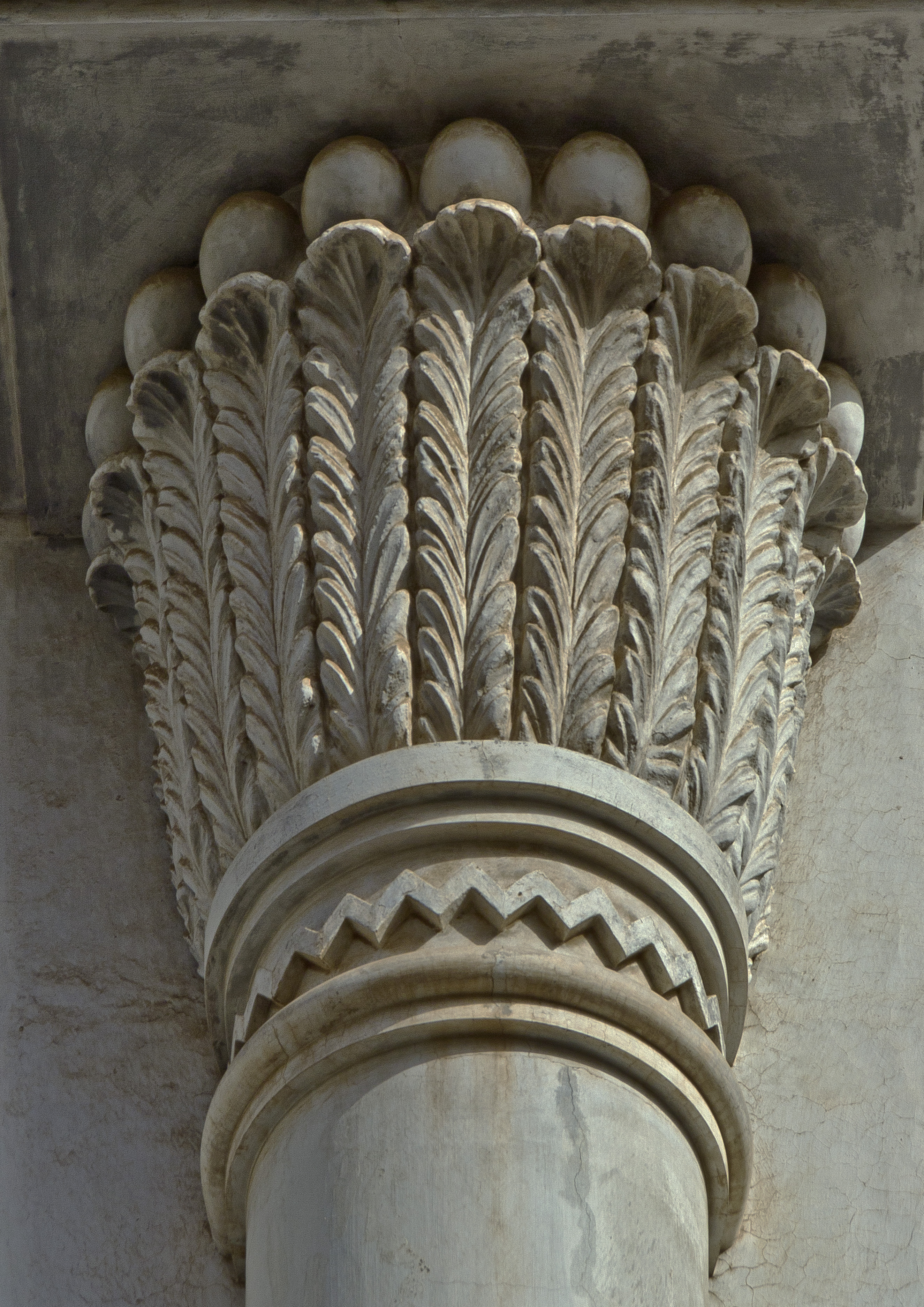
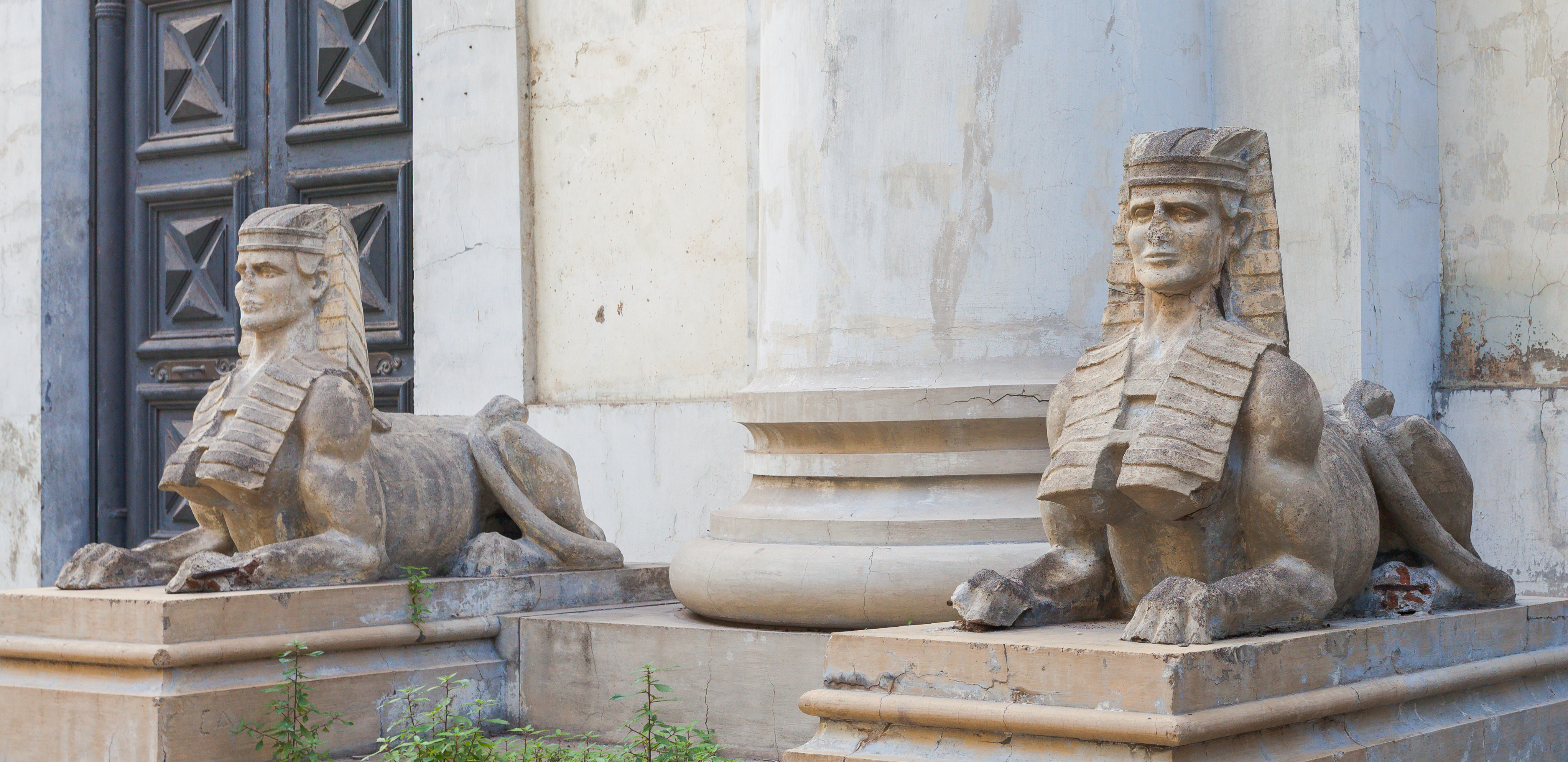

## 索引
1. ↑  .   [2016-11-07]. （原始内容存档于2020-10-23）.
2. ↑  .   [2016-11-07]. （原始内容存档于2018-08-17）.
3. ↑   (PDF).   [2016-11-07]. （原始内容存档 (PDF)于2018-09-29）.